# Kyūji
Il Kyūji (旧辞?), noto anche come Honji (本辞?) e Sendai no Kuji (先代旧辞?), è un antico testo storico giapponese. La sua esistenza è documentata nel Kojiki che sostiene di essere stato composto in base al suo contenuto. Non si conoscono più copie esistenti.
Secondo la prefazione del Kojiki, l'imperatore Tenmu disse:
La prefazione continua affermando che l'imperatore detta il Teiki e il Kyūji ad Hieda no Are, ma che l'imperatore muore prima che il compito sia completato. Il compito fu ripreso parecchi anni dopo, durante il regno dell'imperatrice Genmei:

## Contenuto
Poiché il testo non esiste più, si conosce in realtà pochissimo di esso. La prefazione del Kojiki afferma che esistevano diverse versioni presso ciascun clan, e che queste differenze furono corrette dalla stirpe imperiale. La prefazione afferma anche che esso fu una delle risorse primarie nella composizione del Kojiki, ma deve esserci stata qualche sovrapposizione tra i due e molto probabilmente conteneva resoconti leggendari.